# Vattenspikblad
Vattenspikblad (Hydrocotyle leucocephala) är en växtart i släktet Hydrocotyle och familjen araliaväxter. Den beskrevs av Adelbert von Chamisso och Diederich Franz Leonhard von Schlechtendal 1826.
Arten är en perenn ört som förekommer i Centralamerika och större delen av Sydamerika. Den har använts som medicinalväxt och odlas även som akvarieväxt.